# Humberto Machacón
Humberto Junior Machacón Cabrera (* 5. Oktober 1989 in Barranquilla) ist ein professioneller Volleyballspieler.
Er spielt als Außenangreifer in der kolumbianischen Nationalmannschaft und beim TSV Herrsching.

## Karriere
Machacón begann seine Karriere bei der Liga Vallecaucana de Voleibol in Cali, Kolumbien. Mit 21 Jahren ging er zum ersten Mal als Volleyballspieler ins Ausland und wurde mit CV Teruel spanischer Meister und Pokalsieger der Saison 2010–2011. Anschließend spielte er in Vereinen in der ersten griechischen Liga, in Polens PlusLiga und in der zweiten türkischen Liga. Seit Oktober 2018 ist Machacón beim deutschen Bundesligisten TSV Herrsching verpflichtet.
Mit Teruel spielte er die Champions League, mit Foinikas Syros den Challenge Cup.
Seit seiner Jugend ist Machacón kolumbianischer Nationalspieler. Er gewann Medaillen unter anderem bei den Südamerikaspielen 2010 in Medellín (Bronce), bei den Juegos Bolivarianos 2013 in Trujillo (Bronce), bei den Südamerikameisterschaften 2014 (Bronce) sowie bei den Zentralamerikaspielen 2018 in Barranquilla (Silber).